# August Bernatz
August Georg Matthäus Bernatz (* 8. September 1828 in Kempten; † 21. August 1905 in Regensburg) war ein deutscher Baumeister und Bauunternehmer.

## Leben
Sein Vater war der Hydrotechniker Matthäus Bernatz.
1880 führte er im damals deutschen Lothringen sein erstes größeres Wasserbauprojekt durch. 1883 ließ er sich in Mannheim nieder und gründet dort ein Wasserbaugeschäft mit Dampfbaggerei für Hafen- und Flussbau. Beim Bau zweier Drehbrücken im Mannheimer Hafen arbeitete er mit dem Brückenbau-Ingenieur August Grün zusammen. Im März 1886 gründen sie das gemeinsame Unternehmen Bernatz & Grün, das den Wettbewerb für die Friedrichsbrücke gewann und den Bau ausführte.
Nach persönlichen Differenzen schied Bernatz 1892 aus dem Unternehmen aus und wurde durch Paul Bilfinger ersetzt. 